# Jacques Camatte
Jacques Camatte (1935 – 19 abril 2025) foi um escritor francês, filósofo, teórico marxista e membro do Partido Comunista Internacional, uma organização comunista de esquerda predominantemente italiana sob a influência de Amadeo Bordiga. Após a morte de Bordiga e os eventos de Maio de 68, suas crenças começaram a se aproximar das tendências do anarcoprimitivismo e da comunização, posteriormente influenciando o aceleracionismo.

## Biografia
Jacques Camatte nasceu em 1935 em Plan-de-Cuques, e trabalhou como professor de ciências da terra em uma escola em Rodez. Durante seu tempo como professor, frequentemente adotava posturas alinhadas com sua política e, em vez de disciplinar opressivamente crianças problemáticas, ele as recuperava usando métodos baseados no espírito cooperativo que ele via como inerente a todo ser humano.
Ele viveu em uma fazenda isolada de permacultura na zona rural da França com sua filha e neto.
Camatte morreu em 19 abril 2025, aos 89-90 anos.

## Atividade política
Camatte se envolveu com política radical desde jovem, primeiro ingressando na Fração Francesa da Esquerda Comunista Internacional (FFGCI), uma organização comunista de esquerda ligada a Marc Chirik e Onorato Damen, em 1953. Posteriormente, ele se envolveu com o intimamente relacionado Partido Comunista Internacional (PCI), onde foi apresentado ao trabalho de Roger Dangeville, Suzanne Voute e, mais importante, Amadeo Bordiga, com quem começou a se corresponder em 1954. No entanto, ele teve várias discordâncias com o partido, especialmente em relação à questão da libertação nacional, e escreveu vários artigos no órgão do partido, Il Programma Communista, relacionados a essa questão.
Em 1961, Camatte começou a desempenhar um papel intelectual crescente dentro do PCI, estabelecendo um verdadeiro intercâmbio intelectual com o próprio Bordiga. Seu texto "Origem e Função da Forma Partido", publicado em 1962, mostrou uma certa convergência com Bordiga. Para este último, era importante diferenciar entre o "partido formal" (o partido real organizado) e o "partido histórico" (o grupo que carrega um programa histórico comunista). Bordiga, fugindo de todo ativismo, proclamou que a teoria de Marx era primariamente a teoria do proletariado. Para Camatte, o partido histórico era um órgão materializado em uma organização formal do proletariado, independentemente de seu tamanho. Consequentemente, Camatte acreditava que em um período contrarrevolucionário, como antes de maio de 1968, os "internacionalistas" não deveriam cair na armadilha do ativismo, mas deveriam desenvolver o programa comunista, concentrando-se primeiro e acima de tudo na crítica da economia política.
Depois de se mudar para Paris em 1964 e se envolver com a filial local do PCI, ele se opôs ao que considerava ativismo trotskista em desenvolvimento dentro do partido, incluindo a formalização de reuniões, burocratização da filiação partidária, agitação centrada em um jornal partidário e a agitação por sindicatos Comunistas.
Em 1966, após mais escritos controversos dentro do partido, Camatte e Dangeville se separaram do partido junto com outros onze membros. Essa divisão foi particularmente dolorosa porque, como Camatte lembra, "quem deixa o partido está morto para o partido". Como Camatte era o bibliotecário da coleção de periódicos e literatura do PCI, ele teve que se barricar dentro de seu apartamento para mantê-los. Eventualmente, ele foi forçado a queimar toda a coleção que não foi escrita por Bordiga, para provar que não era um "acadêmico". Bordiga mais tarde se referiu a isso como "um ato de gangsterismo."
Após a divisão, e então o conflito com Dangeville levando a uma segunda divisão, Camatte fundou a revista Invariance, que buscava proteger a pureza da teoria revolucionária.

## Teorias e crenças
Camatte via Invariance como filha dos eventos de maio de 1968, afirmando que 1968 foi "o fim da fase contrarrevolucionária... Maio de 68 não é a revolução, é sua emergência. Uma emergência que havia sido preparada pela Guerra do Vietnã, pela crise monetária internacional..., pela luta das guerrilhas na América Latina e especialmente pelo movimento dos trabalhadores negros, provocado pelas consequências da automação". Significativamente, Camatte rejeitou desde cedo o conceito de proletariado baseado em classe. O futuro "partido" de amanhã era "uma força impessoal acima das gerações" e das classes, porque "representa a espécie humana, o ser humano que finalmente foi encontrado. É a consciência da espécie. E qualquer tentativa de formar prematuramente organizações artificiais, como fizeram o PCI e outros grupos 'ultralegais', equivalia a uma 'gangue' ou 'chantagista'."
Durante esse período, Camatte produziu seu trabalho mais notável, Capital e Comunidade, que analisa os Resultados do Processo de Produção Direta de Marx, o tema do capital como totalidade e o Comunismo como a formação de um Gemeinwesen, ou uma comunidade humana.
Depois de coletar e publicar uma grande quantidade de documentos históricos de correntes comunistas de esquerda, e analisar os escritos mais recentemente descobertos de Marx, no início da década de 1970, Camatte abandonou publicamente a perspectiva marxista. Ele decidiu, em vez disso, que o capitalismo havia conseguido moldar a humanidade para seu lucro, e que todo tipo de "revolução" era, portanto, impossível; que a classe trabalhadora não era nada mais do que um aspecto do capital, incapaz de superar sua situação; que qualquer movimento revolucionário futuro consistiria basicamente em uma luta entre a humanidade e o próprio capital, em vez de entre classes; e que o capital se tornou totalitário em estrutura, não deixando nenhum lugar e ninguém fora de sua influência domesticadora. Este pessimismo sobre a perspectiva revolucionária é acompanhado pela ideia de que podemos "deixar o mundo" e viver mais próximos da natureza, e parar de prejudicar as crianças e deformar suas mentes naturalmente razoáveis.
Para Camatte, a perspectiva Comunista permanece adiada indefinidamente: "A sociedade humana só pode sobreviver se se transformar em um Gemeinwesen humano. O proletariado não tem mais uma tarefa romântica a cumprir, mas restaurar sua centralidade humana". Camatte propôs o conceito de "inversão" como sendo a única maneira de realizar isso, um conceito que ele extraiu dos trabalhos posteriores de Bordiga.

## Legado
Invariance foi particularmente influente após sua primeira publicação, com novas edições tipicamente vendendo cerca de 4 000 cópias. Encontrou um amplo público na ala esquerda dos trotskistas franceses, e especialmente entre os autonomistas italianos, mais notavelmente com Antonio Negri afirmando ter sido "inspirado" pela revista quando a estava lendo enquanto estava na prisão.
As visões de Camatte vieram a influenciar os anarcoprimitivistas, que desenvolveram aspectos da linha de argumentação de Camatte na revista Fifth Estate no final dos anos 1970 e início dos anos 1980.
No século XXI, suas visões também influenciaram o aceleracionismo, e seu ensaio Declínio do Modo de Produção Capitalista ou Declínio da Humanidade? foi apresentado em #Accelerate: The Accelerationist Reader.

## Publicações em francês
Jacques Camatte também escreveu outras obras em italiano, alemão e inglês.
- 1974 : Bordiga et la passion du communisme : textes essentiels de Bordiga et repères biographiques (Bordiga & Camatte 1974)
- 1978 : Capital et Gemeinwesen : le Predefinição:6e inédit du capital et l'œuvre économique de Marx (Camatte 1978)
- 2002 : Forme et histoire (Camatte 2002)
- 2021 : Errance de l'humanité (Éditions la Tempête) : coleção de artigos.
- 2023 : Inversion ou Extinction (Les Éditions La Grange Batelière): coleção de artigos.